# Infra-Red
«Infra-Red» -en español: «Infrarrojo»- es el segundo sencillo de la banda canadiense de metal alternativo Three Days Grace de su sexto trabajo de estudio Outsider. La canción encabezó la lista Billboard Mainstream Rock Songs en septiembre de 2018. Se convirtió en la decimocuarta canción de la banda en encabezar la lista.

## Antecedentes
Después de lanzar "The Mountain" como el primer sencillo de su sexto álbum de estudio Outsider, la banda eligió "Infra-Red" como el segundo sencillo del álbum. Se lanzó por primera vez como sencillo el 12 de junio de 2018. Se lanzó por primera vez un video con la letra de la canción el 9 de julio de 2018, y la letra de la canción se muestra en un almacén oscuro con tintes de color rojo. En septiembre de 2018, la canción encabezó la lista de Billboard Mainstream Rock Songs, su decimocuarta canción en hacerlo, superando a Van Halen en el acto con la mayoría de las canciones número uno en la lista desde su inicio en 1981. Si bien el álbum de estudio es un corte completo. banda, actuación eléctrica, se grabó una interpretación acústica de la canción en abril de 2018 para Radio.com.

## Posicionamiento en lista
| Lista (2018)                     | Posiciones |
| -------------------------------- | ---------- |
| Estados Unidos (Mainstream Rock) | 1          |

## Créditos
Three Days Grace
- Matt Walst - Voz líder, guitarra rítmica
- Barry Stock - Guitarra líder
- Brad Walst - Bajo
- Neil Sanderson - Batería